# Jurij Sjurkalov
Jurij Stepanovitj Sjurkalov (på russisk: Юрий Степанович Шуркалов) (født 18. september 1949 i Tjeljabinsk) er en russisk tidligere roer.

## Rokarriere
Sjurkalov roede for Spartak Novgorod samt for Sovjetunionen. Han deltog i toer med styrmand ved OL 1976 i Montreal sammen med Dmitrij Bekhterev og styrmand Jurij Lorentsson, og med en tredjeplads i indledende runde kvalificerede de sig til semifinalen. Her blev de nummer to og var dermed i finalen. Her måtte den sovjetiske båd se langt efter den østtyske, der vandt guld og satte ny olympisk rekord, mens Sjurkalov og hans båd fik sølv og  Tjekkoslovakiet bronze.
Sjurkalov og Bekhterev deltog også i flere verdensmesterskaber fra 1975 til 1979 med forskellige styrmænd, men uden at opnå medaljer.

## OL-medaljer
- 1976:  Sølv i toer med styrmand